# Argyrocheila bitje
Argyrocheila bitje är en fjärilsart som beskrevs av Bethune-Baker 1915. Argyrocheila bitje ingår i släktet Argyrocheila och familjen juvelvingar. Inga underarter finns listade i Catalogue of Life.